# Ali Fergani
Ali Fergani, (en kabyle: Ɛli Fergani), né le 21 septembre 1952 à Onnaing (France) , est un footballeur international algérien devenu ensuite entraîneur de l'équipe nationale algérienne.
Il compte 64 sélections en équipe nationale entre 1973 et 1986.

## Biographie

### Joueur
Ali Fergani fait partie de l'équipe nationale algérienne qualifiée pour la Coupe du monde 1982 en Espagne, il était le capitaine de l'équipe.
- Participation à la Coupe du Monde de 1982
- Participation à 4 Coupes d'Afrique des Nations (1980, 1982, 1984, 1986)
- Participation aux Jeux Olympiques de 1980
- Participation aux Jeux Méditerranéens de 1979

En club, il évolue au NA Hussein Dey puis à la Jeunesse sportive de Kabylie.

### Matchs internationaux
| Date       | Lieu            | Compétition | Pays            | Score | Pays                |
| 3-6-1973   | Alger           | Amical      | Algérie         | 0 - 2 | Brésil              |
| 13-8-1973  | Libye           | C.P 1973    | Algérie         | 2 - 0 | Emirates            |
| 23-8-1973  | Libye           | C.P 1973    | Algérie         | 0 - 0 | Syrie               |
| 26-2-1974  | Alger           | Alger1974   | Algérie         | 0 - 1 | Yougoslavie         |
| 1-5-1974   | Alger           | Amical      | Algérie         | 0 - 0 | Sheffield United FC |
| 3-5-1974   | Oran            | Amical      | Algérie         | 3 - 1 | Sheffield United FC |
| 11-5-1974  | Alger           | Amical      | Algérie         | 1 - 2 | Tunisie             |
| 29-5-1974  | Alger           | Amical      | Algérie         | 0 - 1 | Cuba                |
| 23-3-1975  | Tunisie         | Q.CAN 1976  | Tunisie         | 1 - 1 | Algérie             |
| 1-6-1975   | Tunisie         | Q.J.O 1976  | Tunisie         | 2 - 1 | Algérie             |
| 1-5-1977   | Alger           | Amical      | Algérie         | 2 - 0 | Sénégal             |
| 10-5-1977  | Alger           | Amical      | Algérie         | 4 - 2 | Paris PSG           |
| 17-5-1977  | France          | Amical      | Paris PSG       | 1 - 1 | Algérie             |
| 9-6-1977   | Alger           | Q.CAN 1978  | Algérie         | 2 - 0 | Zambie              |
| 26-6-1977  | Zambie          | Q.CAN 1978  | Zambie          | 2 - 0 | Algérie             |
| 24-6-1979  | Alger           | Q.CAN 1980  | Algérie         | 3 - 1 | Libye               |
| 21-9-1979  | Yougoslavie     | J.M 1979    | Algérie         | 1 - 1 | France Ol           |
| 25-9-1979  | Yougoslavie     | J.M 1979    | Algérie         | 1 - 0 | Turquie             |
| 27-9-1979  | Yougoslavie     | J.M 1979    | Yougoslavie     | 3 - 2 | Algérie             |
| 29-9-1979  | Yougoslavie     | J.M 1979    | Algérie         | 2 - 1 | Grèce               |
| 1-11-1979  | Alger           | Amical      | Algérie         | 0 - 1 | Bayern Munich       |
| 9-12-1979  | Maroc           | Q.J.O 1980  | Maroc           | 1 - 5 | Algérie             |
| 21-12-1979 | Alger           | Q.J.O 1980  | Algérie         | 3 - 0 | Maroc               |
| ?-?-1980   | Alger           | Amical      | Algérie         | 0 - 0 | Dynamo Moscou       |
| 9-3-1980   | Nigeria         | CAN 1980    | Algérie         | 0 - 0 | Ghana               |
| 13-3-1980  | Nigeria         | CAN 1980    | Algérie         | 1 - 0 | Maroc               |
| 16-3-1980  | Nigeria         | CAN 1980    | Algérie         | 3 - 2 | Guinée              |
| 19-3-1980  | Nigeria         | CAN 1980    | Algérie         | 2 - 2 | Egypte              |
| 22-3-1980  | Nigeria         | CAN 1980    | Nigeria         | 3 - 0 | Algérie             |
| 31-5-1980  | Sierra Leone    | Q.C.M 1982  | Sierra Leone    | 2 - 2 | Algérie             |
| 13-6-1980  | Oran            | Q.C.M 1982  | Algérie         | 3 - 1 | Sierra Leone        |
| 20-7-1980  | Moscou          | J.O 1980    | Algérie         | 3 - 0 | Syrie               |
| 22-7-1980  | Moscou          | J.O 1980    | Algérie         | 0 - 1 | R.D.Allemagne       |
| 24-7-1980  | Moscou          | J.O 1980    | Algérie         | 1 - 1 | Espagne             |
| 27-7-1980  | Moscou          | J.O 1980    | Algérie         | 0 - 3 | Yougoslavie         |
| 19-11-1980 | Pologne         | Amical      | Pologne         | 5 - 1 | Algérie             |
| 5-12-1980  | Constantine     | Amical      | Algérie         | 4 - 1 | Chine               |
| 12-12-1980 | Constantine     | Q.C.M 1982  | Algérie         | 2 - 0 | Soudan              |
| 28-12-1980 | Soudan          | Q.C.M 1982  | Soudan          | 1 - 1 | Algérie             |
| 3-4-1981   | Oran            | Amical      | Algérie         | 2 - 0 | Sénégal             |
| 10-4-1981  | Oran            | Q.CAN 1982  | Algérie         | 5 - 1 | Mali                |
| 19-4-1981  | Mali            | Q.CAN 1982  | Mali            | 3 - 0 | Algérie             |
| 1-5-1981   | Constantine     | Q.C.M 1982  | Algérie         | 4 - 0 | Niger               |
| 31-5-1981  | Niger           | Q.C.M 1982  | Niger           | 1 - 0 | Algérie             |
| 30-8-1981  | Oran            | Q.CAN 1982  | Algérie         | 7 - 0 | Burkina Faso        |
| 20-9-1981  | Burkina Faso    | Q.CAN 1982  | Burkina Faso    | 1 - 1 | Algérie             |
| 10-10-1981 | Nigeria         | Q.C.M 1982  | Nigeria         | 0 - 2 | Algérie             |
| 1-11-1981  | Alger           | Amical      | Algérie         | 1 - 0 | Atlético Mineiro    |
| 9-1-1982   | Alger           | Amical      | Algérie         | 1 - 2 | Bordeaux            |
| 7-2-1982   | Tunisie         | Amical      | Tunisie         | 0 - 1 | Algérie             |
| 16-2-1982  | Espagne         | Amical      | Asturies        | 0 - 2 | Algérie             |
| 7-3-1982   | Libye           | CAN 1982    | Algérie         | 1 - 0 | Zambie              |
| 10-3-1982  | Libye           | CAN 1982    | Algérie         | 2 - 1 | Nigeria             |
| 13-3-1982  | Libye           | CAN 1982    | Algérie         | 0 - 0 | Ethiopie            |
| 16-3-1982  | Libye           | CAN 1982    | Algérie         | 2 - 3 | Ghana               |
| 29-5-1982  | Suisse          | Amical      | Lausanne        | 0 - 4 | Algérie             |
| 10-6-1982  | Espagne         | Amical      | Real Oviedo     | 0 - 1 | Algérie             |
| 16-6-1982  | Espagne         | C.M 1982    | Algérie         | 2 - 1 | R.F.Allemagne       |
| 21-6-1982  | Espagne         | C.M 1982    | Algérie         | 0 - 2 | Autriche            |
| 24-6-1982  | Espagne         | C.M 1982    | Algérie         | 3 - 2 | Chili               |
| 10-6-1983  | Alger           | Q.J.O 1984  | Algérie         | 3 - 0 | Ouganda             |
| 30-11-1983 | Alger           | Amical      | Algérie         | 1 - 2 | Suisse              |
| 6-1-1984   | Alger           | Q.J.O 1984  | Algérie         | 1 - 1 | Egypte              |
| 7-2-1984   | Alger           | Amical      | Algérie         | 1 - 1 | Roumanie            |
| 17-2-1984  | Egypte          | Q.J.O 1984  | Egypte          | 1 - 0 | Algérie             |
| 21-2-1984  | Arabie Saoudite | Amical      | Arabie Saoudite | 4 - 2 | Algérie             |
| 25-2-1984  | Alger           | Amical      | Algérie         | 0 - 0 | Manchester United   |
| 5-3-1984   | Côte d'Ivoire   | CAN 1984    | Algérie         | 3 - 0 | Malawi              |
| 8-3-1984   | Côte d'Ivoire   | CAN 1984    | Algérie         | 2 - 0 | Ghana               |
| 14-3-1984  | Côte d'Ivoire   | CAN 1984    | Algérie         | 0 - 0 | Cameroun            |
| 17-3-1984  | Côte d'Ivoire   | CAN 1984    | Algérie         | 3 - 1 | Egypte              |
| 22-1-1986  | Sidi Bel Abbes  | Amical      | Algérie         | 0 - 0 | Eindhoven PSV       |
| 17-2-1986  | Arabie Saoudite | Amical      | Arabie Saoudite | 0 - 0 | Algérie             |
| 21-2-1986  | Arabie Saoudite | Amical      | Arabie Saoudite | 1 - 1 | Algérie             |
| 25-2-1986  | Alger           | Amical      | Algérie         | 4 - 1 | Mozambique          |
| 8-3-1986   | Egypte          | CAN 1986    | Algérie         | 0 - 0 | Maroc               |
| 11-3-1986  | Egypte          | CAN 1986    | Algérie         | 0 - 0 | Zambie              |
| 14-3-1986  | Egypte          | CAN 1986    | Algérie         | 2 - 3 | Cameroun            |

### Entraîneur
Après sa retraite sportive, il est nommé entraîneur-adjoint de la sélection algérienne avec Abdelhamid Kermali, avec qui il remporte la Coupe d'Afrique des nations 1990. Il occupe également le poste d'entraîneur de la Jeunesse sportive de Kabylie, avec qui il remporte la Coupe d'Afrique des clubs champions la même année.
Il prend la tête de la sélection nationale une seconde fois en 1995, avant de se faire limoger en 1996 à la suite de la défaite de l'équipe nationale face au Kenya au tour préliminaire des qualifications pour la Coupe du monde 1998.
Il entraîne par la suite plusieurs clubs en Tunisie, le CA Bizerte, l'Espérance sportive de Tunis, l'US Monastir, le Stade tunisien, l'Olympique de Béja et l'AS Marsa.
Il est rappelé comme entraîneur de l'équipe nationale lors de l'été 2004 à la suite de la démission de Robert Waseige de l'équipe nationale algérienne.
Il est actuellement président de l'amicale des anciens internationaux de football (AAIF) après avoir démissionné du bureau fédéral de la FAF dont il était membre depuis 2009,.

## Palmarès

### En tant que joueur
NA Hussein Dey  :
- Vice-champion d'Algérie en 1973 et 1976 .
- Finaliste de la Coupe d’Algérie en 1977 .
- Finaliste de la Coupe d'Afrique des vainqueurs de coupe en 1978.
- Vainqueur de la Coupe d'Algérie en 1979  .

JS Kabylie  :
- Champion d'Algérie en 1980, 1982, 1983, 1985 et 1986.
- Vainqueur de la Coupe d'Algérie en 1986.
- Vainqueur de la Coupe d'Afrique des clubs champions en 1981.
- Vainqueur de la Supercoupe d'Afrique en 1982.

### Équipe d'Algérie
- Médaillé de Bronze aux Jeux méditerranéens 1979 à Split.
- Médaillé de Bronze aux Jeux panarabes en 1985 à Casablanca.
- Finaliste de la Coupe d'Afrique des nations en 1980.

### Distinctions personnelles
- Troisième du ballon d'or Africain 1981.
- Membre de l'équipe-type de la CAN en 1980.
- Trophèe Ben Barek 1980

### En tant qu'entraîneur
- Vainqueur de la Coupe d'Afrique des clubs champions en 1990 avec la JS Kabylie .
- Champion d'Algérie en 2002 avec l'USM Alger .
- Vainqueur de la Coupe de la Ligue tunisienne de football en 2004 avec le CA Bizertin .
- Finaliste de la Coupe de Tunisie 1998 avec l'Olympique de Béja .
- Finaliste de la Supercoupe de Libye 2006 avec le Al-Ahli SC (Tripoli) .